# شیرین (گلبهار)
شیرین (چناران)، روستایی از توابع بخش گلبهار شهرستان چناران در استان خراسان رضوی ایران است.

## جمعیت
این روستا در دهستان بیزکی قرار دارد و براساس سرشماری مرکز آمار ایران در سال ۱۳۸۵، جمعیت آن ۱۶۸ نفر (۴۴خانوار) بوده‌است.